# Samuel Dexter
Samuel Dexter (Boston (Massachusetts), 14 mei 1761 – idem, 4 mei 1816) was een Amerikaans politicus. Hij was zowel minister van Financiën als minister van Oorlog en had zitting in de Senaat en het Huis van Afgevaardigden.

## Levensloop
Dexter werd geboren als de zoon van een dominee. Hij studeerde in 1781 af aan de Harvard-universiteit en studeerde vervolgens rechten in Worcester onder Levi Lincoln, die later minister van Justitie werd. Dexter werd in 1784 toegelaten tot de Balie en begon een eigen rechtenpraktijk in Lunenburg in Massachusetts. Hij werd in 1788 gekozen in het Huis van Afgevaardigden van zijn thuisstaat en had daar twee jaar zitting in. Vervolgens werd hij namens de Federalistische Partij gekozen in het Huis van Afgevaardigden en maakte daar van 1793 tot 1795 deel van uit. In 1795 stelde William Branch, een Afgevaardigde uit Virginia, voor dat alle immigranten gedwongen een eed moesten afleggen waarbij ze elke adeltitel zouden moeten afzweren. Dexter reageerde daarop door zich af te vragen waarom rooms-katholieken niet gedwongen werden hun trouw aan de paus af te zweren. Hij bezwoer dat dat in de loop van de geschiedenis voor meer problemen had gezorgd dan mensen met een adeltitel. Dit leidde tot een woedende James Madison die verwees naar alle Katholieken die tijdens de Amerikaanse Revolutie hadden bewezen loyale burgers te zijn.
Na een afwezigheid van vier jaar keerde Dexter terug naar het Congres, dit maal als lid van de Senaat. Hij verzorgde daar de lofrede op George Washington na diens overlijden in december 1799. Binnen een jaar vroeg president John Adams hem als minister van Oorlog. Na het vertrek van minister van Financiën Oliver Wolcott jr. in december 1800 benoemde Adams Dexter op die positie. De nieuwe president Thomas Jefferson wilde Albert Gallatin voordragen als nieuwe minister van Financiën. Jefferson vreesde echter dat de Senaat waar de Federalisten een meerderheid hadden niet akkoord zou gaan met zijn voordracht. Hij vroeg Dexter – die daarmee instemde – daarom om nog even aan te blijven als minister. Tijdens een politiek reces in mei 1801 benoemde Jefferson Gallatin alsnog als minister van Financiën.
Dexter keerde terug naar Boston nam het werk in zijn rechtenpraktijk weer op. Hij was een voorstander van geheelonthouding wat betreft alcohol en een van de oprichters van de eerste organisatie die dat als politiek doel nastreefde. Dexter verliet de Federalistische Partij en sloot zich aan bij de Democratisch-Republikeinse Partij. Hij steunde de Oorlog van 1812. Tussen 1814 en 1816 deed hij drie keer tevergeefs een gooi naar het gouverneurschap van Massachusetts. Kort voor zijn 55e verjaardag overleed Dexter.
- Gemeinsame Normdatei: 1055189009
- International Standard Name Identifier: 0000 0000 2705 9986
- Library of Congress Control Number: n85024006
- National Archives and Records Administration: 10570061
- Nationale Bibliotheek van Israël: 987007378848305171
- SNAC: w63b885s
- Biographical Directory of the United States Congress: D000296
- Virtual International Authority File: 49590963
- WorldCat: E39PBJpdQwQMVBb4Pw9trQBHG3